# Guerra de l'Alt Karabakh de 2020
|  | No s'ha de confondre amb la guerra de l'Alt Karabakh, la que va succeir entre el 1988 i el 1994. |

La Guerra de l'Alt Karabakh de 2020 és un conflicte armat entre les forces militars azerbaidjaneses i armènies de l'Alt Karabakh. Els enfrontaments van començar el matí del 27 de setembre de 2020 quan l'Azerbaidjan llançà una ofensiva al llarg de la línia de contacte de l'Alt Karabakh. Totes dues parts informaren que hi havia hagut baixes militars i civils. En resposta als enfrontaments, Armènia i l'estat de facto República d'Artsakh van declarar la llei marcial i la mobilització total, mentre que l'Azerbaidjan va instaurar la llei marcial i el toc de queda.

## Context
Els enfrontaments formen part del conflicte no resolt de l'Alt Karabakh, que té l'origen en la disputa sobre l'Alt Karabakh, de majoria armènia, un territori reconegut internacionalment com a part de l'Azerbaidjan, però actualment està de facto en mans de l'autoproclamada República d'Artsakh. La Guerra de l'Alt Karabakh havia acabat amb un alto el foc el 1994, amb la regió de l'Alt Karabakh sota control armeni, així com en els districtes circumdants d'Aghdam, Jabrail, Fuzuli, Kalbajar, Gubadli, Lachin i Zangilan de l'Azerbaidjan. Segons l'informe sobre la guerra del 2018 preparat per l'Acadèmia de Dret Internacional Humanitari i Drets Humans de Ginebra, "Armènia exerceix la seva autoritat sobre l'Alt Karabakh equipant, finançant o capacitant i donant suport operacional a l'autoproclamada República de l'Alt Karabakh i les seves forces, però també coordinant i ajudant a la planificació general de les seves activitats militars i paramilitars". Durant tres dècades s'han produït múltiples violacions de la treva, i les més greus en foren els enfrontaments de l'Alt Karabakh del 2016 i els de juliol del 2020 a la frontera entre Armènia i l'Azerbaidjan.
El 23 de juliol del 2020, Armènia anuncià l'inici d'un exercici conjunt del sistema de defensa aèria amb Rússia i una anàlisi dels enfrontaments de juliol del 2020. Una setmana després, l'Azerbaidjan realitzà una sèrie d'exercicis militars que van durar des del 29 de juliol fins al 10 d'agost i després novament es reprengueren a principis de setembre amb la participació de Turquia. A finals de setembre, Armènia participà en exercicis militars conjunts als territoris meridionals de la Federació de Rússia, tant a Armènia com a Abkhàzia i Ossètia del Sud, tots dos estats autodeclarats independents dins del que la majoria de la comunitat internacional considera les fronteres nacionals de Geòrgia. Durant el 75è període de sessions de l'Assemblea General de les Nacions Unides, el president turc Recep Tayyip Erdoğan va fer una declaració en suport de la integritat territorial de l'Azerbaidjan i de Geòrgia.
També abans de la represa de les hostilitats, van sorgir denúncies que membres de l'Exèrcit Nacional de Síria de la Divisió Hamza havien estat traslladats a l'Azerbaidjan, mentre que, segons fonts turques, molts membres del UPP i del PKK de l'Iraq i de Síria foren traslladats a l'Alt Karabakh per a entrenar les milícies armènies contra l'Azerbaidjan.

## Enfrontaments

### 27 de setembre
A les 8.03, el secretari de premsa del president de la República d'Artsakh, Vahram Poghosyan, va dir que l'Azerbaidjan estava llançant míssils i atacs aeris al territori dels assentaments pacífics, incloent-hi Stepanakert. Les autoritats van instar la població que s'amagués en refugis antiaeris.
La part d'Azerbaidjan declarà que aproximadament a les 6.00 hores, hora local, les forces armades armènies havien iniciat un intens bombardeig amb armes de gran calibre, morters i muntatges d'artilleria sobre posicions de l'exèrcit de l'Azerbaidjan al llarg de tota la línia del front i dels assentaments azerbaidjanesos a la zona del front. l'Azerbaidjan va dir que la part armènia havia atacat i que l'Azerbaidjan havia llançat una contraofensiva en resposta. Hikmet Hajiyev, assessor superior del president de l'Azerbaidjan, Ilham Alíev, acusà les forces armènies de llançar atacs "deliberats i selectius" al llarg de la línia del front.
El Ministeri de Defensa armeni va dir que l'ofensiva azerbaidjanesa, també dirigida a Stepanakert, havia començat a les 8:10 de l'hora local (06:10 CEST). En l'ofensiva, l'Azerbaidjan desplegà tropes, unitats d'artilleria de coets i de tancs, aviació i vehicles aeris no tripulats. L'autoproclamada República d'Artsakh va introduir la llei marcial i la mobilització total de la seva població masculina. Aquest mateix dia el president de l'Azerbaidjan, Ilham Alíev, es va dirigir a la nació en relació amb els enfrontaments. A la tarda també s'introduí la llei marcial i el toc de queda a l'Azerbaidjan. La llei marcial a l'Azerbaidjan entrà en vigor a partir de la mitjanit del 28 de setembre, mentre que el toc de queda s'aplicà a Bakú, a les principals ciutats i algunes regions de 21.00 a 6.00 hores, hora local. En els enfrontaments, els militars azerbaidjanesos van desplegar tancs, artilleria, míssils i avions prop de la línia del front i es van endinsar més al territori ocupat pels armenis. S'ha instat els civils de l'Alt Karabakh que es refugiïn. Segons Artsrun Hovhannisyan, al matí les forces armades azerbaidjaneses també van atacar en direcció a Vardenis al territori d'Armènia pròpiament dit. A la tarda del 27 de setembre, el Ministeri de Defensa de l'Azerbaidjan informà que s'havien reprès set llogarets de l'Alt Karabakh: Garakhanbayli, Garvand, Horadiz, Yuxarı Əbdürrəhmanlı, Aşağı Əbdürrəhmanlı, Boyuk Marjanli i Nuzgar. El Ministeri de Defensa d'Artsakh negà aquestes afirmacions dient que "la declaració emesa pel Ministeri de Defensa de l'Azerbaidjan que l'exèrcit azerbaidjanès presumptament havia ocupat 6 assentaments no es corresponia amb la realitat" i "és l'habitual informació provocadora [que es produeix] per la maquinària de propaganda azerbaidjanesa". A les 16.29, el Ministeri anuncià que el Comandament Militar de l'Azerbaidjan proposava al comandament armeni en aquest sentit no resistir-se i rendir-se, a fi de "no destruir completament la guarnició de les Forces Armades d'Armènia en l'assentament de Martakert i no augmentar el nombre de baixes", també que "el tractament dels presoners de guerra i els civils es durà a terme de conformitat amb els requisits del Conveni de Ginebra i el dret internacional humanitari", i que si es troba resistència, "qualsevol persona armada serà neutralitzada" per les forces azerbaidjaneses. A la tarda, el Ministeri de Defensa de l'Azerbaidjan informà de la presa del pic d'una muntanya de la serralada del Murovdag. El Ministeri també informà que les forces azerbaidjaneses havien pres "el control visual, així com el control de les armes de foc i l'artilleria" de l'autopista Vardenis-Martakert/Aghdara, que connectava l'Alt Karabakh amb Armènia. Stepanyan negà aquestes afirmacions. Després, el Ministeri de Defensa de l'Azerbaidjan publicà un vídeo d'un avió teledirigit azerbaidjanès que destruïa un "dipòsit d'armes i municions de les Forces Armades d'Armènia".

### 28 de setembre
Aproximadament a la 1.00 h, el Ministeri de Defensa de l'Azerbaidjan publicà imatges que mostraven tres vehicles militars armenis sent atacats en la línia de contacte per azerbaidjanesos. El Ministeri negà les afirmacions dels armenis, incloses les relatives a les seves baixes, i llançà acusacions de propaganda armènia davant els suposats èxits militars azerbaidjanesos. Aproximadament a les 6.45 hores, el Ministeri de Defensa azerbaidjanès publicà més material de vídeo que mostrava l'aparent destrucció de material i vehicles armenis. Aproximadament a les 8.00 hores, el Ministeri declarà que les forces armènies havien disparat contra Tərtər a la matinada i va emetre un advertiment, mentre que el Ministeri de Relacions Exteriors de l'Azerbaidjan declarà que les forces armènies havien atacat deliberadament llocs civils i a civils. El Ministeri de Defensa de l'Azerbaidjan publicà imatges que mostraven l'atac a dos tancs armenis. El president d'Artsakh va declarar que durant els enfrontaments del matí, les forces armènies van recuperar el control de diverses posicions cedides anteriorment. Aproximadament a les 10.00 hores, el Ministeri de Defensa de l'Azerbaidjan publicà imatges d'un enfrontament i afirmà que les forces azerbaidjaneses havien guanyat terreny elevat i estratègicament avantatjós a l'entorn de Talış, al mateix temps que afirmava que les forces armènies havien sofert grans pèrdues. El Ministeri de Defensa de l'Azerbaidjan afirmà que entre les baixes armènies hi havia mercenaris d'origen armeni procedents de Síria i de països de l'Orient Mitjà.
Aproximadament a les 13.10 hores, el Ministeri de Defensa de l'Azerbaidjan publicà imatges que pel que sembla mostraven dos tancs armenis destruïts per vehicles aeris no tripulats azerbaidjanesos. Aproximadament a les 14.00 hores, els mitjans de comunicació armenis van declarar que s'havia derrocat un vehicle aeri no tripulat azerbaidjanès prop de Vardenis. El president de la República d'Artsakh declarà que les forces azerbaidjaneses s'enfrontaven a atacs en tots els fronts per part de les forces armènies. Aproximadament a les 15.30 hores, el Ministeri de Defensa de l'Azerbaidjan declarà que l'exèrcit armeni tenia problemes de proveïment. Poc després, el Ministeri de Defensa de l'Azerbaidjan declarà que les forces azerbaidjaneses havien disparat contra unitats d'artilleria armènia en direcció a Aghdara, que havien estat atacant assentaments controlats per l'Azerbaidjan. Segons el Ministeri, les unitats armènies havien sofert pèrdues pel foc d'artilleria i es van veieren obligades a retirar-se.
Els mitjans iranians van informar que altres dos coets van impactar prop de cases al comtat iranià fronterer de Khoda Afarin.

### Baixes
El defensor dels drets humans Artak Beglaryan, d'Artsakh, va dir que el 27 de setembre una dona i un nen havien estat assassinats pel bombardeig azerbaidjanès d'assentaments civils a la província de Martuni, a l'Alt Karabakh. Segons ell, es van bombardejar escoles i es van produir danys en gran escala en la infraestructura civil de molts assentaments. Segons Beglaryan, "només a Stepanakert hi ha més de 10 ferits, entre ells nens i dones". El Ministeri de Defensa de l'Azerbaidjan negà aquestes afirmacions. El fiscal general de la República de l'Azerbaidjan, en una declaració, informà que "un total de 19 civils estaven hospitalitzats amb diverses ferides" el 27 de setembre. Segons el Servei de Premsa del Ministeri de Relacions Exteriors de l'Azerbaidjan, els residents del Qaşaltı Qaraqoyunlu, Naftalan, Elbrus Gurbanov, de 69 anys, i quatre membres de la seva família, Shafayat Gurbanova, de 64 anys, Fidan Gurbanova, de 14 anys, Shahriyar Gurbanov, de 13 anys, i Afag Amirova, de 39 anys, havien mort a conseqüència del foc d'artilleria de les forces armades d'Armènia.
Segons l'Azerbaidjan, van matar o van ferir més de 550 militars armenis, van destruir 22 tancs i altres vehicles blindats, 15 unitats antiaèries armènies 9K33 Ossa, 8 peces d'artilleria, 18 vehicles aeris no tripulats i 3 dipòsits de municions, i van perdre un helicòpter, tot i que la seva tripulació va sobreviure a l'enderrocament. Les autoritats de l'Alt Karabakh van dir que 16 dels seus soldats havien mort i 100 havien resultat ferits. Armènia reconegué inicialment l'eliminació de quatre helicòpters azerbaidjanesos, deu tancs i vehicles de combat d'infanteria, així com 15 avions teledirigits. Posteriorment, afirmà haver matat 200 soldats i destruït uns 30 tancs i uns 20 avions teledirigits, i va difondre imatges a aquest efecte.

## Reaccions

A favor de la pau
Armènia
Suport a Armènia
Azerbaidjan
Suport a l'Azerbaidjan
Zona disputada (República d'Artsakh)
No s'han posicionat públicament

La majoria d'estats com ara Alemanya, Aràbia Saudita, Austràlia, Brasil, Canadà, Egipte, Estats Units, França, Indonèsia, Japó, Mèxic, Regne Unit, Rússia o Xina, han expressat preocupació per les tensions creixents a la zona disputada entre Armènia i l'Azerbaidjan i han manifestat la necessitat de solucionar el conflicte mitjançant la pau i el diàleg. També els presidents de les organitzacions internacionals més importants ho han fet, com ara el president de Consell Europeu, Charles Michel, el secretari general de les Nacions Unides, António Guterres, o l'alt representant de la Unió Europea per a Afers exteriors. Altres personalitats també s'hi van afegir, com ara Joe Biden, candidat demòcrata a les eleccions presidencials estatunidenques del 2020, que exigí a l'Administració Trump que pressionés perquè hi hagués més observadors al llarg de la línia d'alto el foc i perquè Rússia "deixi de proporcionar cínicament armes a totes dues parts".
Altres estats han expressat públicament el suport per un bàndol en concret i molts d'ells alhora també han fet una crida al cessament del foc, al diàleg i pau entre les parts implicades. Mentre que els que donaven suport a Armènia i Artsakh foren Xipre i els estats amb reconeixement limitat Abkhàzia i Transnístria, els estats que es van expressar a favor de l'Azerbaidjan foren els estats membres del Consell Turc no implicats directament en el conflicte (Kazakhstan, Uzbekistan, Kirguizstan, Turquia). També Pakistan i Afganistan ho han fet mentre que Hongria és l'únic estat membre de la UE que ha defensat la integritat territorial de l'Azerbaidjan.
El dia 21 d'octubre del 2020, la Junta de Portaveus del Parlament de Catalunya adoptaren una declaració institucional, la qual condemnava l'inici d'hostilitats per part de l'Azerbaidjan i Turquia i instava Armènia i l'Azerbaidjan a tornar a la taula de les negociacions. A més, defensava que la solució al conflicte havia de tenir en compte "la voluntat majoritària dels ciutadans de l'Alt Karabakh". Els portaveus que han donat suport a aquesta declaració són els de JxCat (Eduard Pujol i Bonell), d'ERC (Anna Caula i Paretas), PSC-Units (Eva Granados Galiano), de Catalunya en Comú (Susanna Segovia Sánchez) i de la CUP-CC (Carles Riera Albert).

## Acord de fi d'hostilitats
El 9 de novembre s'anuncià una treva aconseguida per Rússia, que incloïa el desplegament de prop de 2.000 forces de pau russes a l'enclavament en disputa, i la recuperació per part de l'Azerbaidjan d'importants concessions territorials del govern local recolzat per Armènia.